# 双路镇 (丰都县)
双路镇是中国重庆市丰都县下辖的一个镇。

## 行政区划
双路镇辖10个行政村。
- 村：马鞍山村、双路村、断桥沟村、楠木村、花园村、安宁场村、王家坝村、石板水村、莲花洞村、铁石坪村